# Radnóti Miklós Művelődési Központ (Újlipótváros)
A Radnóti Miklós Művelődési Központ Budapest XIII. kerületének Újlipótváros városrészében álló többfunkciós kulturális és szabadidős központ.

## Névadás
A 13. kerületi önkormányzat kétfordulós pályázatot hirdetett a közösségi ház nevének eldöntésére. Az első fordulóban a kerületi lakosok javasolhattak nevet a közösségi háznak, a beérkezett 803 javaslatot egy „közismert és köztiszteletben álló kerületi személyekből álló zsűri” bírálta el, és ebből öt név jutott a második fordulóba:
- Darvas Iván
- Heltai Jenő
- Molnár Ferenc
- Radnóti Miklós
- RaM - Művek (Radnóti Miklós Művelődési Központ)

2010 decemberében hirdettek eredményt a pályázaton; a zsűri a Radnóti Miklós Művelődési Központ (RaM) nevet választotta.

## Építkezés

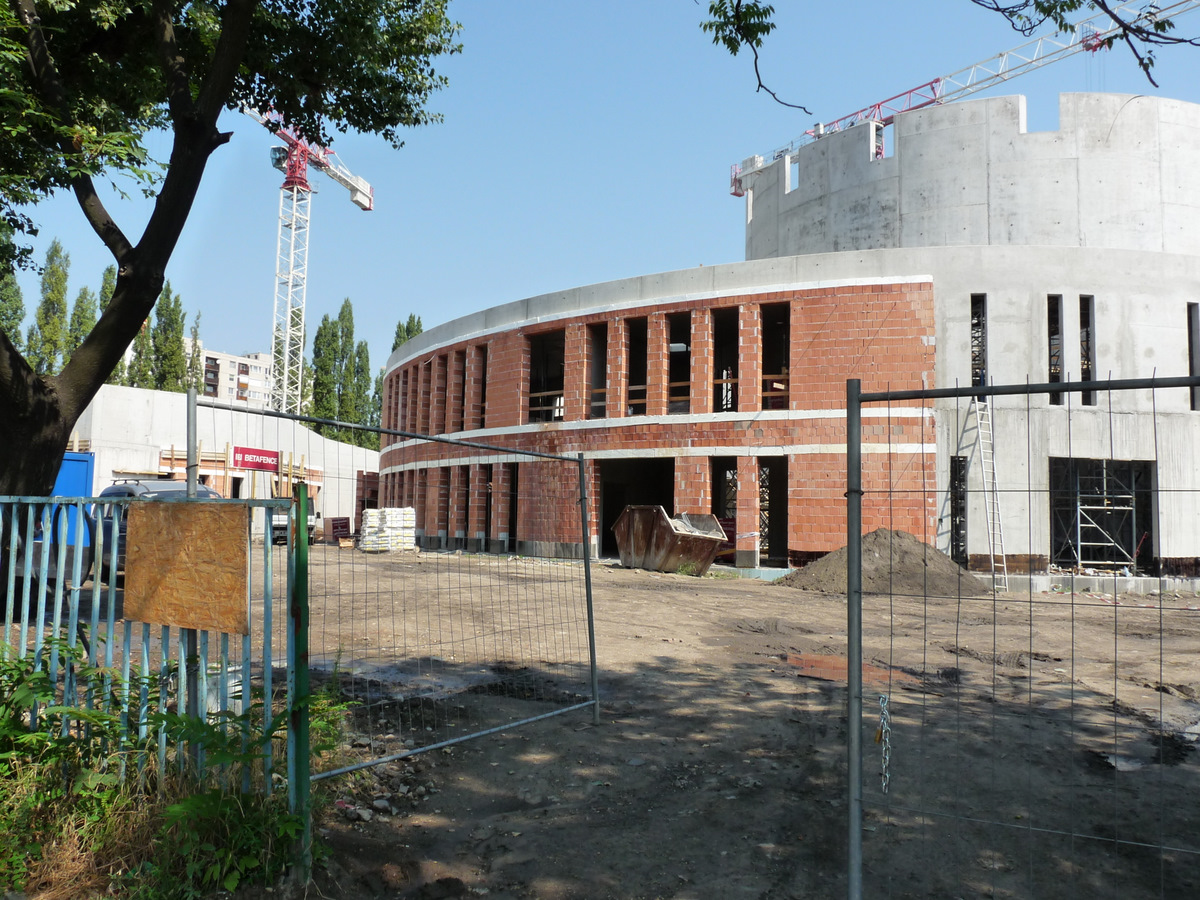
Az építkezés állapota 2010. július 21-én

2008-ban meghívásos tervpályázatot hirdetett a XIII. kerület önkormányzata, amelyre öt pályamű érkezett.
Az épületet a tervpályázaton győztes Vadász György Kossuth- és Ybl-díjas építész koncepciója alapján a Magyar Építő Zrt építi meg a Pannónia utca 88-90 alatti, korábban a Kék Általános Iskolának és a mögötte elterülő játszótérnek helyet adó telken. A körülbelül 15 000 négyzetméteres telken felépítendő 6 000 m² összterületű épület alapkőletételére 2010. április 6-án került sor, az építkezés befejezését ekkor 2010. december végére tervezték. A bokrétaünnepet augusztus 16-án tartották.
A kivitelezési szerződés értéke nettó 2,5 milliárd forint, a teljes beruházás költsége mintegy bruttó 3,5 milliárd forint lesz, melyet teljes egészében az önkormányzat fedez.
Az épületet műszaki átadása végül 2011. március 4-én kezdődött el, a megnyitóra bő egy hónappal később, április 14-én került sor.

## Az épület kialakítása
A művelődési ház négy szárnyból áll, melyeket egy központi tér köt össze. Az intézmény öt fő egységet foglal magába:
- Helyet kapott egy 600 férőhelyes előadóterem. Az ovális, Colosseum névre keresztelt teremben 270 négyzetméteres színpadot alakítottak ki, és lehetőség nyílik rá, hogy az előadás jellegétől függően a nézőteret akár lépcsőzetesen, akár vízszintesen felépíthessék. A termet az év nagy részében az ExperiDance Tánctársulat használja.
- Az épület egy másik szárnyában működik a Fővárosi Szabó Ervin Könyvtár egy fiókkönyvtára.
- Ugyanebben a szárnyban helyezik el az intézményben működő idősek klubját is.
- A közösségi ház része egy rekreációs központ is, ehhez három nagyobb terem és szabadtéri sportpályák tartoznak.
- Bessenyei és a Kárpát utca sarkán egy étterem is működik.

A tervezés során a terület zöld jellegének megőrzésére is hangsúlyt fektettek. Az épület kedvező elhelyezésével a területen lévő jegenyesor érintetlenül maradt, emellett az épület négy szárnya közül három zöld tetőt kapott.
Az épület hűtését-fűtését nagyrészt alternatív erőforrásokkal biztosítják.
A sportpályák alatt 100 férőhelyes mélygarázs épült, ide a Bessenyei utca felől lehet behajtani.

## Megközelítés
A közösségi ház tömegközlekedéssel és személygépkocsival egyaránt jól megközelíthető helyen található. A 75-ös trolibusz és a 15-ös autóbusz megállója az épület közvetlen közelében, az M3-as metróvonal Dózsa György úti állomása körülbelül 10 perc sétára található.

## Külső hivatkozások
A Radnóti Miklós Művelődési Központ a XIII. kerület kulturális honlapján